# Francisco Castillo Fajardo, Marchese di Villadarias
Francisco Castillo Fajardo Marchese di Villadarias (Malaga, 17 dicembre 1642 – 1716) è stato un generale spagnolo.
Fu uno dei protagonisti della guerra di successione Spagnola durante la quale partecipò alla battaglia di Cadice e alla battaglia di Almenara.